# 中華人民共和国の高速道路

中国国家高速公路網

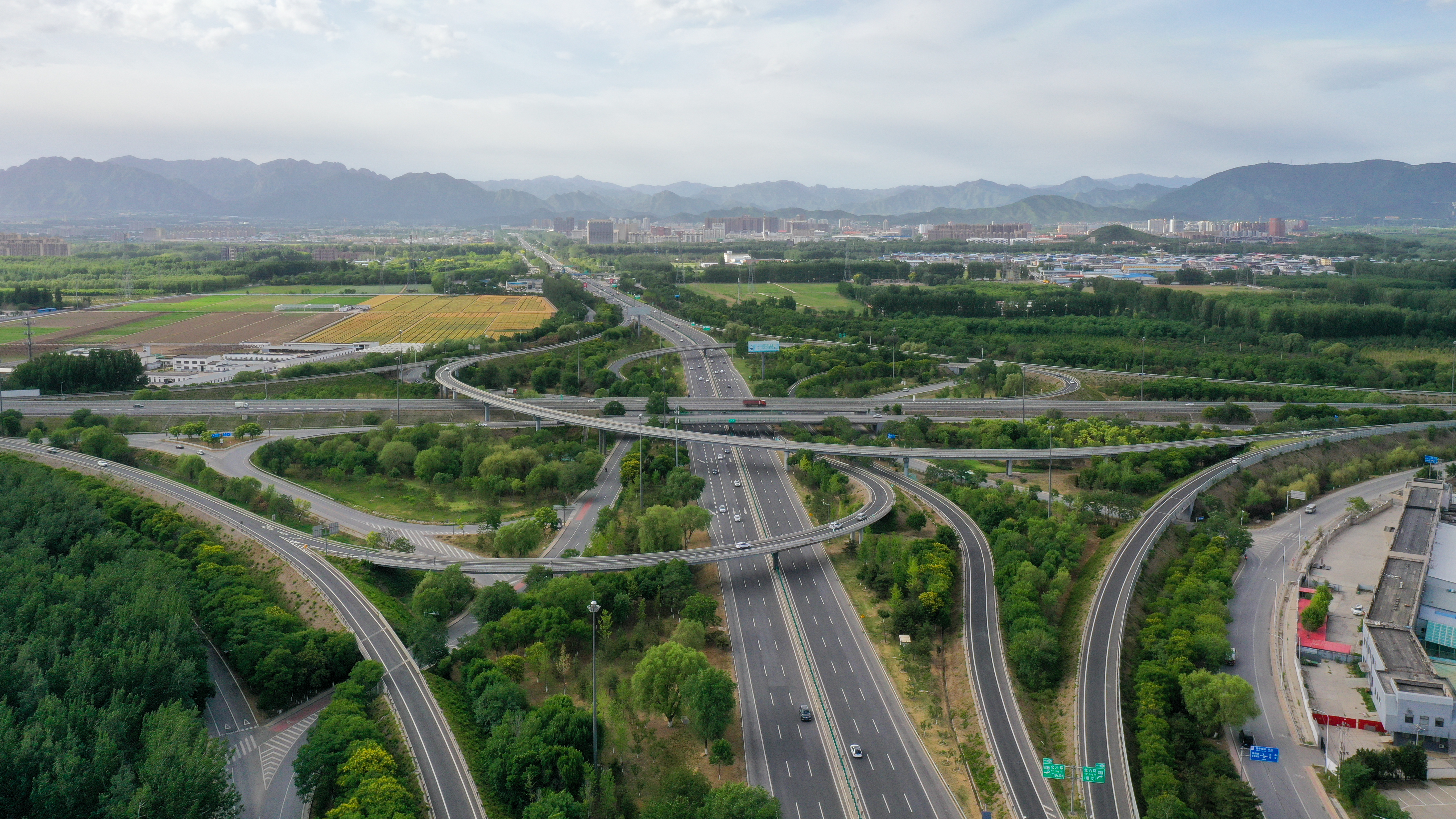
京蔵高速道路百葛橋JCT付近 (2022年撮影)

本項では、中華人民共和国の高速道路について述べる。

## 概要
中華人民共和国（中国）の高速道路網は中国国家高速公路網（National Trunk Highway System、NTHS）と称される。国内の高速道路の総延長は、2020年末現在約161,000 km（キロメートル）。近年は年平均で約6,000 km以上の高速道路が建設されており、2009年には4,719 kmが建設されている。

## 歴史
中国で最初に開通した高速道路は1988年に上海市で開通した滬嘉高速道路である。その後北京と河北省の石家荘を結ぶ京石高速道路が開通したが、これ以後1993年まで建設された高速道路はほとんどなかった。
1992年以降、中国では2010年までに35,000 kmの中国国家高速公路網を構築するという計画（五縦七横）が立案・実施され、5つの南北方向の道路と7つの東西の道路から成る12の高規格幹線道路の構築が目標とされた。
1997年に起きたアジア通貨危機で成長率目標（保八）の8%を割ったことで高速道路網などのインフラ整備は内需拡大策として重視されるようになり、翌1998年から長期建設国債の大量発行で促進された。
計画は前倒しされ2009年末には既に65,000 kmの高速道路を含む382万 kmの道路が完成していた。
2005年1月13日、交通部部長であった張春賢は、五縦七横構想の次の構想として今後30年間で人口20万以上のすべての地方中核都市を相互に連絡する85,000 kmの高速道路のネットワーク（7918構想）を建設すると発表した。それは北京から放射状に伸びる7つの路線と国内を南北に結ぶ9路線、東西に結ぶ18路線から成る構想で、全長のうちの68,000 kmは幹線道路、17,000kmが5つの地方環状道路である（ただし、中国政府の支配下にない台湾における計画線も含まれる）。また2つの平行ルートと30個以上の相互接続路線が含まれる。この構想では32,000 kmの高速道路が、華中及び西部地方で構築されることになっている。
1989年1月1日の段階で147 kmのみの整備にとどまっていたが、2009年12月31日には、総延長6.5万 kmの高速道路網が整備され、2007年の1年間だけで日本の高速道路の総延長に匹敵する8,300 kmが建設され、2011年にはアメリカ合衆国の州間高速道路網を超えて総延長は世界最長になり、2016年には総延長13万 kmを超えた。

## 建設費
高速自動車国道ネットワーク構築の総予算は2兆元（およそ31兆円）と見積もられている。2005年から2010年までの年間投資額はは約1400億元（2兆1000億円）から1500億元（2兆2000億円）、2010年から2020年までの年間投資額は約1000億元（1兆5000億円）で推移するとされる。
建設資金は車両にかかる車両購入税、通行料金、地方税、省債、国内投資および海外からの投資が充当されている。他国の高速道路システムと異なって、NTHSや7918構想の道路の大部分が省政府との契約に基づき民間企業が投資する有料道路となっている。民間企業は債券と株式を通して資金調達を行い、通行料金により投資回収を行う。
中国共産党と国務院は有料道路の建設資金を賄うために、ガソリン税（国税）を課す法案を全国人民代表大会に提出したが、これは否決されている。

## 高速道路の呼称

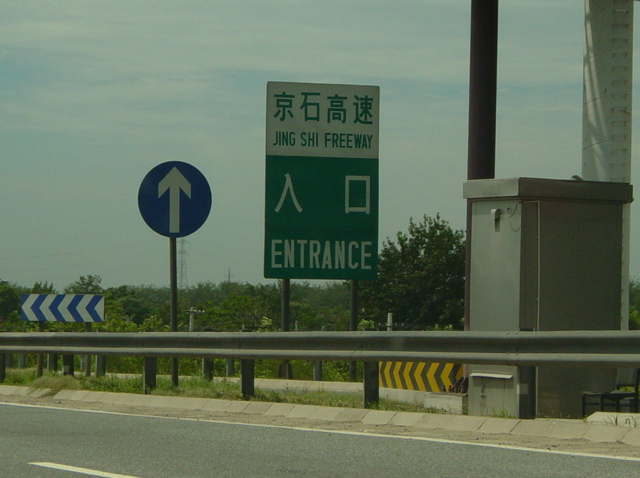
京石高速道路の看板。旧表記でJingshi Freewayとしている。（2004年夏撮影）

中国ではかつて「モーターウェイ（motorway）」も「ハイウェイ（highway）」も併せて「フリーウェイ（freeway）」と称した。「フリー」とは交通が自由に流れている、すなわち交差地点は各車線が分離され、高速道路上の交通は信号機や一時停止標識のような交通制御施設によって規制されないことを意味している。しかし多くの人々が通行料金を徴収する高速道路であるにも係らず「フリー」を「無料である」と誤解したため1990年代に「エクスプレスウェイ（expressway）」の名称で統一された。現在使用される「ハイウェイ」は高速道路を意味しない単語として使用されている（中華人民共和国の国道参照）。
また中国では国家高速（国家級高速公路、路線番号標識「ＧXX」）と省高速（省級高速公路、路線番号標識「ＳXX」）、城市快速公路という区分も存在する。三者はほぼ同一であるが、城市快速公路は主に都市部に整備された高規格道路である。本文中では三者を高速道路として扱うものとする。

### 高速道路の制限速度

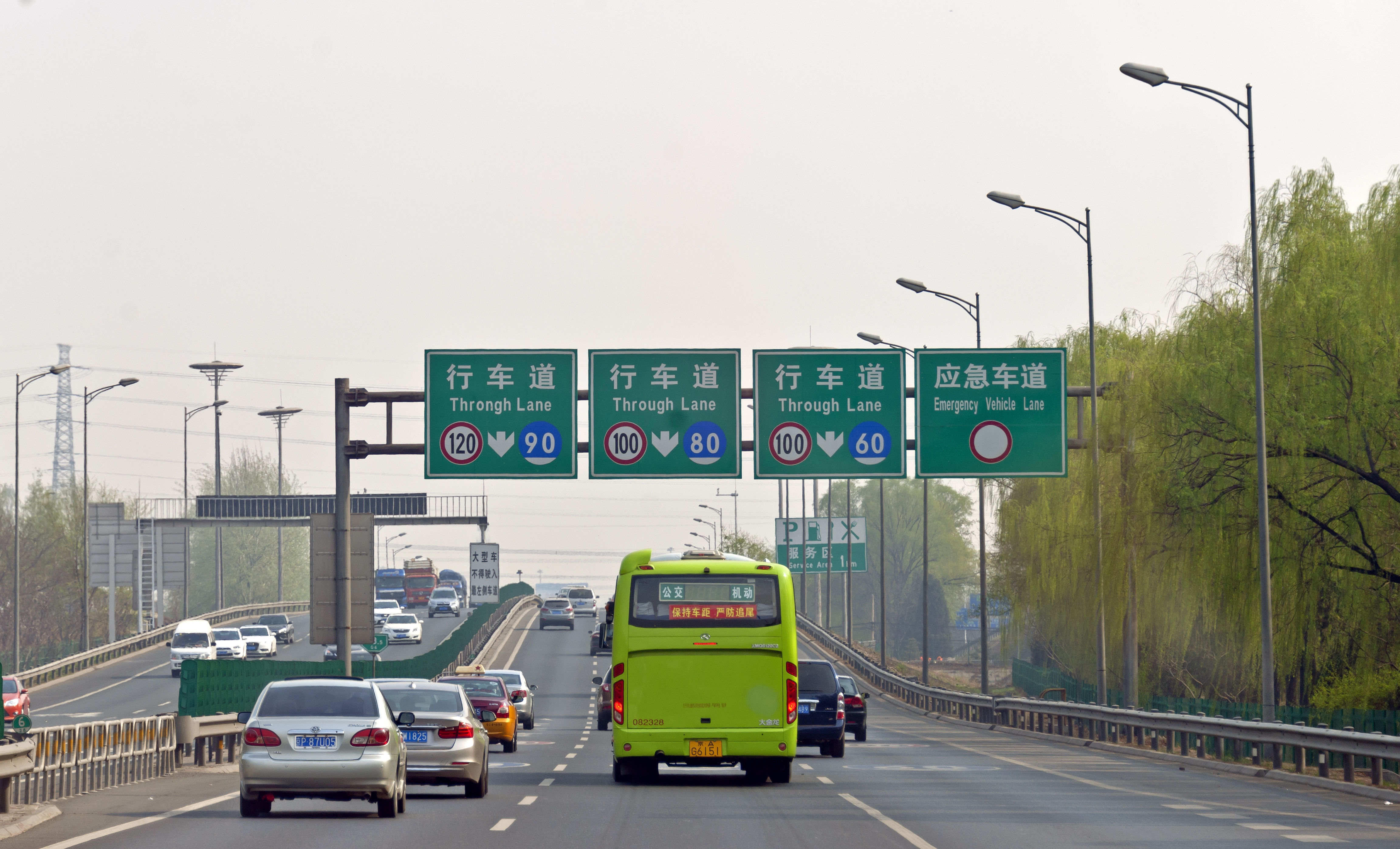
京蔵高速道路の規制速度標識。最高速度と最低速度が併記されている。（2014年春撮影）

中華人民共和国道路交通安全法は、2004年5月1日に全国の高速道路の制限速度を110 km/h（キロメートル毎時）から120 km/hに改定した。しかし地方の高速道路では制限速度改定に時間がかかっている箇所もあり一部では従来の110 km/hとなっている。
最低速度制限は70 km/hであるが、追越車線の最低速度制限は100 km/hから110 km/hと別に定められている。最低速度違反および最高速度違反は交通法規違反とされる。

### 高速道路に関する法規
1990年代半まで免許取得1年間未満のドライバーの高速道路の運転は禁止されていたが、2004年5月1日現在では許可されている。
右側からの追越し、速度違反、非常通行帯（または路肩）の不法走行などの違反者は交通法規違反とされ、特に右側からの追い越しは厳しく警告される。

### 高速道路標識

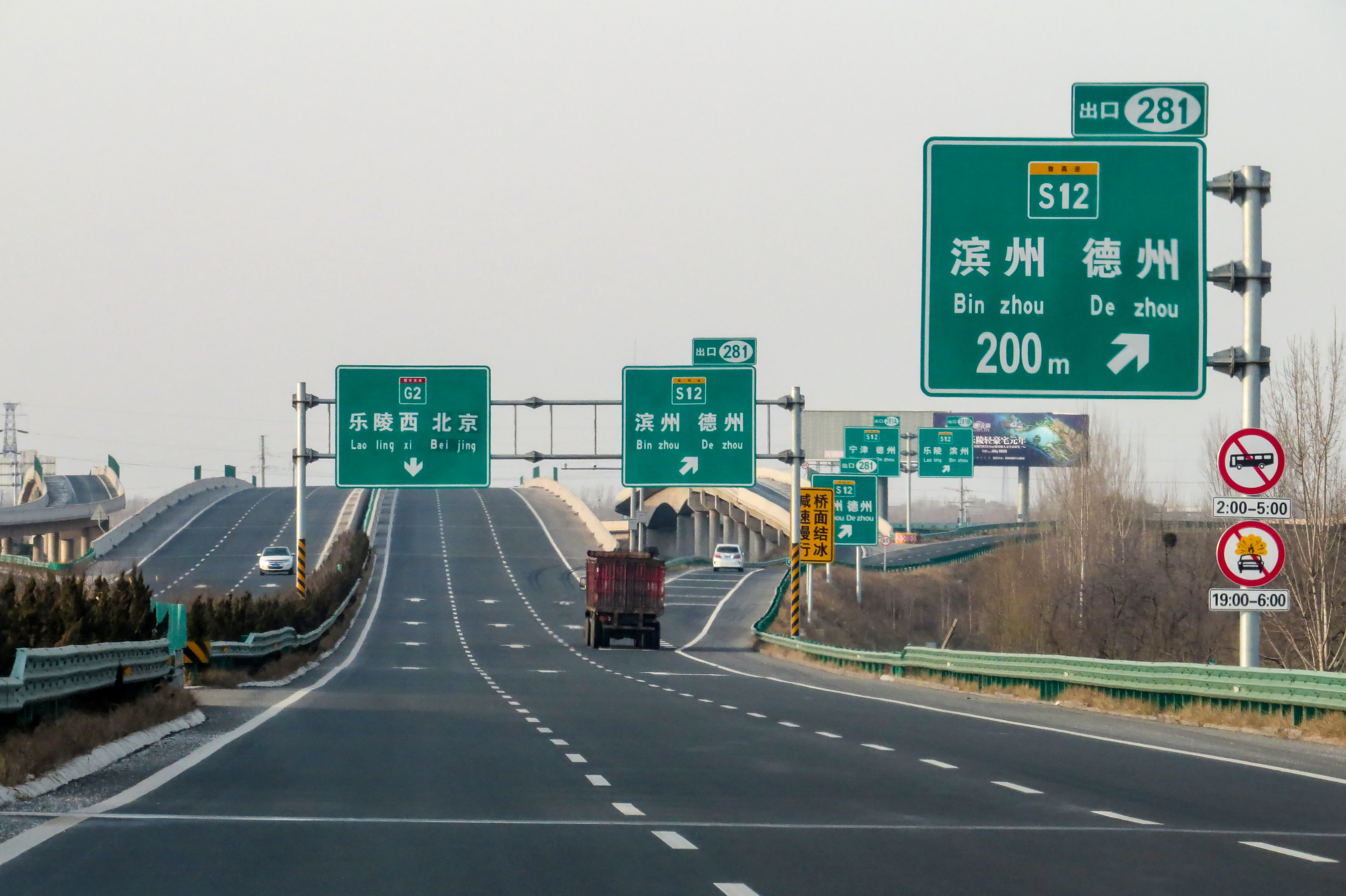
京滬高速道路の出口案内標識。（2017年撮影）

中国の高速道路では簡体字中国語および英語による道路標識が整備されている（京石高速道路の一部を除く）。中国の高速道路の標識は、日本、スイス、米国の高速道路同様、緑地に白文字を使用して表記される。
路線番号標識は、上部に赤の背景に白文字で「国家高速」、下部に緑の背景に白文字で、路線番号を示す「ＧXX」が記載されている。
インターチェンジの案内標識はそれぞれ出口の2,000 m、1,000 mと500 m手前、出口の直前、出口自体にあり、インターチェンジのかなり手前から表示されている。各インターチェンジには、次のインターチェンジまでの距離の案内標識もある。
サービスエリアおよびパーキングエリアは、交通量の多い高速道路では高密度に設置されており、特にガソリンスタンドの密度は高い。
標識は、インターチェンジ、料金所、サービスエリア/パーキングエリア、ジャンクションが代表的なものであるが、「車間距離確認」の標識も設置されている。2秒ルール（もしくは中華人民共和国の法律では、少なくとも100mの車間距離）を保持するためのものである。速度監視区間における取締り箇所には多くの場合標識が設置されている（京瀋高速道路の北京区間には、カメラの上にも警告標識が設置されている）が、速度取締装置のダミーも存在している。
またドライバーに減速を促す標識、坂路に関する警告、非常通行帯の通行の禁止、あるいは路面の異常に関する標識が存在する。また追越車線を示す標識も設置されている。英語表記は大部分は問題ないが時々誤った表記も見られる。
高速道路ではデジタル表示機の整備が進められ、スピード超過に対して注意喚起、道路工事状況、交通渋滞情報、天候情報、迂回路などを表示する。

### インターチェンジの番号
中国の高速道路のインターチェンジには番号が割り振られており、通常起点を1番とした通し番号となっている。しかし京石高速道路では河北省に0番インターチェンジが存在する。
インターチェンジの一部には補助インターチェンジ(例:No.14A、14B)を併設しているところもある。

## 高速道路料金と借入金
高速道路はほぼすべて有料である。料金は1 kmあたり約0.5中国元で、最低料金（例えば5元）は距離にかかわらず適用される。高速道路による標準的な金額より高い場合（津薊高速道路は1 kmあたり0.66元）や安い場合（京石高速道路は1 kmあたり0.33元）も存在する。通行料金に係らず高速道路は高規格で建設され、また渋滞の発生とも無関係である。

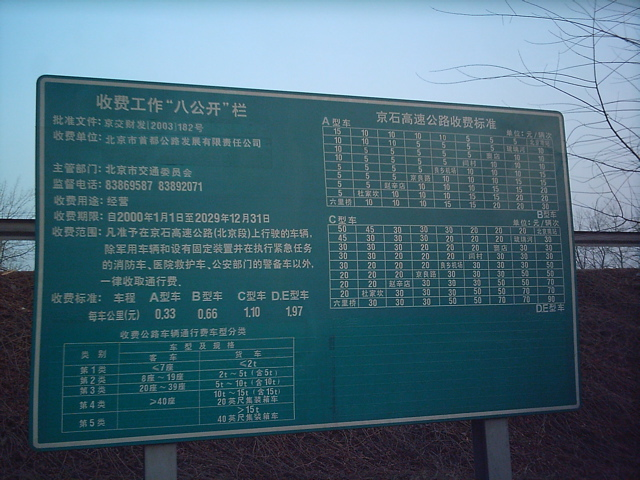
京石高速道路の竇店ICの料金表。（2004年秋撮影）

高速道路計画は交通部により計画建設される。中国の高速道路は省政府による直接投資を採用せず、銀行あるいは予定される通行料金収入を担保に証券市場より資金を調達した営利の企業（官民一体となった企業体）による建設、運営される。この方式を採用する理由としては地方政府の税収が限定的であり資金調達能力に限界があるためである。
また、高速道路建設は中国共産党と国務院の政策が不一致となった稀有な例である。1990年代末にガソリン税によって公の幹線道路の建設資金を調達する立法化が求められたが、全国人民代表大会によって否決されている。

### 課金方法
ほとんどの高速道路はカード方式を採用している。高速道路（あるいは高速道路の有料区間）への入口では、入線カードがドライバーに引き渡される。支払われる料金は、高速道路から出る時に運転手が出口料金所に入線カードを返却する際に走行距離に依拠し決定される。京通高速道路などの一部の高速道路では定額制を採用し増加する交通流量に対応しているが、収入面で不利とされる。また2019年度内にはすべての高速道路インターチェンジでETCシステムが利用可能になる予定である。
現在、通行料金の支払いには現金のほか、QRコードを使用するアリペイやウィチャットペイが認められている。なお、2019年時点ではクレジットカードによる支払いはできない。

## 高速道路網

### 五縦七横
1992年に立案された中国高速公路計画では、南北方向に5本と東西方向に7本の計12本の高速道路（五縦七横）を作る計画だった。番号の頭には「国道」（Guodao）の頭文字である「G」の文字が付けられる。縦（南北方向）にはG010、G020、G030、G040、G050の番号が、横（東西方向）にはG015、G025、G035、G045、G055、G065、G075の番号が割り振られていた。一方で、一般国道にはG101からG112、G201からG228、G301からG330までの番号が割り振られた。五縦七横の高速道路網は、2005年の「7918網」の発表によりそれらの一部へと再編され解消した。
- 五縦
  - 同三高速公路（010）：同江（黒竜江省） - 三亜（海南省）
  - 京福高速公路（020）：北京 - 福州
  - 京珠高速公路（030）：北京 - 珠海
  - 二河高速公路（040）：二連浩特（エレンホト） - 河口（雲南省）
  - 渝湛高速公路（050）：重慶 - 湛江（広東省）

- 七横
  - 綏満高速公路（015）：綏芬河 - 満洲里
  - 丹拉高速公路（025）：丹東 - ラサ
  - 青銀高速公路（035）：青島 - 銀川
  - 連霍高速公路（045）：連雲港 - 霍爾果斯（コルガス）
  - 滬蓉高速公路（055）：上海 - 成都
  - 滬瑞高速公路（065）：上海 - 瑞麗
  - 衡昆高速公路（075）：衡陽 - 昆明

### 7918網
2005年1月13日、交通部が公布した「国家高速公路網規画」で採用された、放射状高速道路と縦横の高速道路網を組み合わせた整備計画であり、首都からの放射線7本、9本の南北縦貫線、18本の東西横断線からなることから「7918網」と称された。
2013年6月に交通部が公布した「国家公路網規画（2013年－2030年）」では南北縦貫線が2本追加され、7918網から「71118網」に改称されている。
番号の頭には「国道」（Guodao）の頭文字である「G」の文字が付けられる。放射線には1から9まで（実際は7まで）の番号が、南北方向には東から順に11から89までの奇数番号が、東西方向には北から順に10から90までの偶数番号が振られている。91から98までの数字は、各地方（盆地、都市圏、島など）を環状に連絡する道路に振られる。
幹線道路に付属する連絡線には、幹線の番号の後ろに1をつけ、さらに1から始まる数字をつけた番号が振られている（たとえば瀋海高速道路の連絡線として扱われる日照—蘭考高速道路にはの番号が振られている。以下、、と続く）。都市環状高速道路には、接続する幹線道路の番号の後ろに0をつけ、さらに1から始まる数字をつけた番号が振られる（たとえばに接続する場合、、など）。また幹線道路に並行する路線には方角の英語頭文字であるN・E・W・Sの文字が付けられる（たとえばに並行する常熟—台州高速道路にはの番号が付けられている）。都市圏全体を環状に結ぶ都市圏環状線には、G99のあとに2桁の数字がついた番号が振られる（たとえばハルビンの近郊都市を結ぶ環状線など）。
- 首都放射線：7本
  - 北京 - 瀋陽 - 長春 - ハルビン（京哈高速道路）
  - 北京 - 天津 - 済南 - 蘇州 - 上海（京滬高速道路）
  - 北京 - 天津 - 済南 - 合肥 - 福州 - （台北）（京台高速道路）
  - 北京 - 石家荘 - 鄭州 - 武漢 - 長沙 - 広州 - 香港・マカオ（京港澳高速道路）
  - 北京 - 石家荘 - 太原 - 西安 - 成都 - 昆明（京昆高速道路）
  - 北京 - 張家口 - フフホト - 蘭州 - 西寧 - ラサ（京蔵高速道路）
  - 北京 - 張家口 - フフホト - ハミ - トルファン - ウルムチ（京新高速道路）

- 南北縦貫線：9本→11本（G59呼北高速道路とG69銀百高速道路が2013年から追加）
  - 鶴崗 - ジャムス - 牡丹江市 - 通化 - 丹東 - 大連（鶴大高速道路）
  - 瀋陽 - 大連 - 煙台 - 青島 - 連雲港 - 上海 - 福州 - 広州 - 海口（瀋海高速道路）
  - 長春 - 阜新 - 天津 - 連雲港 - 南京 - 杭州 - 梅州 - 深圳（長深高速道路）
  - 済南 - 六安 - 景徳鎮 - 瑞金 - 広州（済広高速道路）
  - 大慶 - 赤峰 - 北京 - 開封 - 黄石 - 贛州 - 広州（大広高速道路）
  - 二連浩特 - 大同 - 太原 - 洛陽 - 襄樊 - 荊州 - 邵陽 - 広州（二広高速道路）
  - フフホト - 北海（呼北高速道路）
  - 包頭 - 延安 - 西安 - 重慶 - 桂林 - 茂名（包茂高速道路）
  - 銀川 - 百色（銀百高速道路）
  - 蘭州 - 重慶 - 貴陽 - 南寧 - 海口（蘭海高速道路）
  - 重慶 - 宜賓 - 昆明（渝昆高速道路）

- 東西横断線：18本
  - 綏芬河 - 満洲里（綏満高速道路）
  - 琿春 - 烏蘭浩特（琿烏高速道路）
  - 丹東 - 錫林浩特（丹錫高速道路）
  - 栄成 - 烏海（栄烏高速道路）
  - 青島 - 銀川（青銀高速道路）
  - 青島 - 蘭州（青蘭高速道路）
  - 連雲港 - 霍爾果斯（連霍高速道路）
  - 南京 - 洛陽（寧洛高速道路）
  - 上海 - 西安（滬陝高速道路）
  - 上海 - 成都（滬蓉高速道路）
  - 上海 - 重慶（滬渝高速道路）
  - 杭州 - 瑞麗（杭瑞高速道路）
  - 上海 - 昆明（滬昆高速道路）
  - 福州 - 銀川（福銀高速道路）
  - 泉州 - 南寧（泉南高速道路）
  - 廈門 - 成都（廈蓉高速道路）
  - 汕頭 - 昆明（汕昆高速道路）
  - 広州 - 昆明（広昆高速道路）

- 地域環状線
  - 遼中環線（）：鉄嶺 - 撫順 - 本溪 - 遼陽 - 遼中 - 新民 - 鉄嶺 （遼寧省中部）
  - 杭州湾環線（）：上海 - 杭州 - 寧波 （杭州湾）
  - 成渝環線（）：成都 - 綿陽 - 遂寧 - 重慶 - 合江 - 瀘州 - 宜賓 - 楽山 - 雅安 - 成都 （四川盆地）
  - 珠三角環線（）：深圳 - 香港 - マカオ - 珠海 - 中山 - 江門 - 仏山 - 花都 - 東莞 - 深圳 （珠江デルタ）
  - 首都環線（）：承徳 - 北京 - 廊坊 - 保定 - 張家口 - 承徳 （北京大環状線）
  - 海南環線（）：海口 - 瓊海 - 三亜 - 東方 - 海口 （海南島）
  - 台湾環線（）：台北 - 台中 - 高雄 - 台東 - 花蓮 - 台北 （台湾、ただし中国大陸の支配が及ばないので書類上のみの存在であり、2018年の「公路路線標識規則和国道編号」には出現しておらず、「G99xx」という番号の高速道路が中国各地の大都市圏の環状線に割り振られるようになったことから、G99は廃止された公算が高い）

- 都市圏環状線
  - ハルビン都市圏環状線（）
  - 長春都市圏環状線（）
  - 杭州都市圏環状線（）
  - 南京都市圏環状線（）
  - 鄭州都市圏環状線（）
  - 武漢都市圏環状線（）
  - 長株潭都市圏環状線（）
  - 西安都市圏環状線（）
  - 重慶都市圏環状線（）
  - 成都都市圏環状線（）
  - 済南都市圏環状線（）
  - 合肥都市圏環状線（）

## 中華人民共和国の高速道路一覧
（都市圏：高速道路は北から南、西から東の順に列記、その他の地域：アルファベット順に列記）

### 北京市

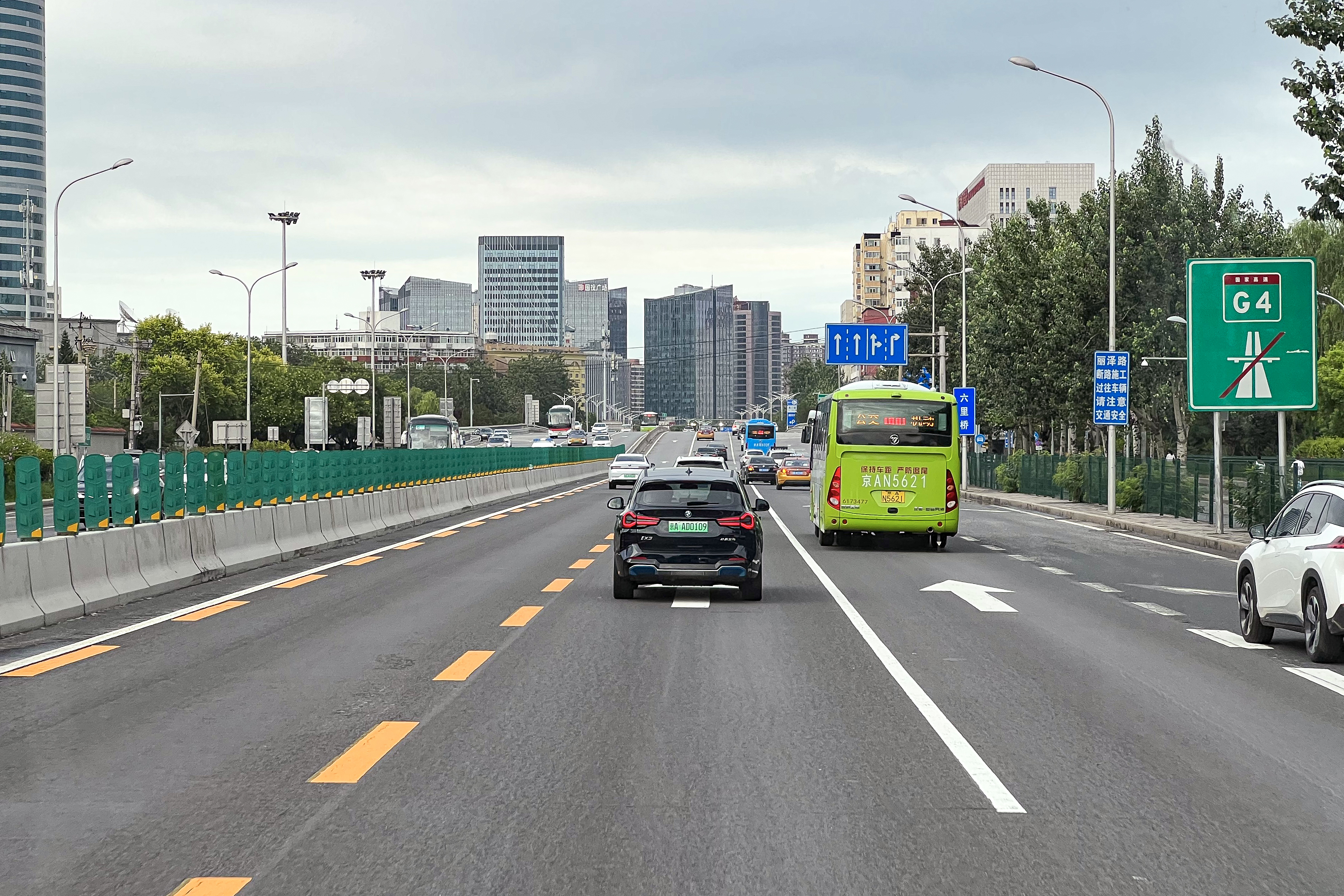
北京の京港澳高速道路（2022年撮影）

#### 供用中の高速道路
- 八達嶺高速道路 (馬甸 - 康荘)

(京蔵高速道路 (馬甸 - ラサ市)
- 京承高速道路 (太陽宮/望和橋 - 承徳市)
- 北京空港高速道路 (三元橋 - 北京首都国際空港)
- 京通快速道路 (大望橋 - 八里荘/西馬荘)
- 京哈高速道路 (通州区 北関ロータリー - 燕郊 (河北省))
- 京瀋高速道路 (四方橋 - 瀋陽 (遼寧省)
- 京津塘高速道路 (分鐘寺 - 天津経済技術開発区(TEDA) (天津市)

(京滬高速道路 (北京市 - 上海市)
- 京開高速道路 (玉泉営 - 楡垡)
- 京石高速道路 (六里橋 - 石家荘市)

(京珠高速道路 (六里橋 - 珠海市 (広東省))
- 京平高速道路
- 京津高速道路
- 京包高速道路

### 天津市

#### 供用中の高速道路
- 津薊高速道路
- 唐津高速道路
- 京滬高速道路
- 保津高速道路
- 京津塘高速道路
- 津浜高速道路

### 上海市

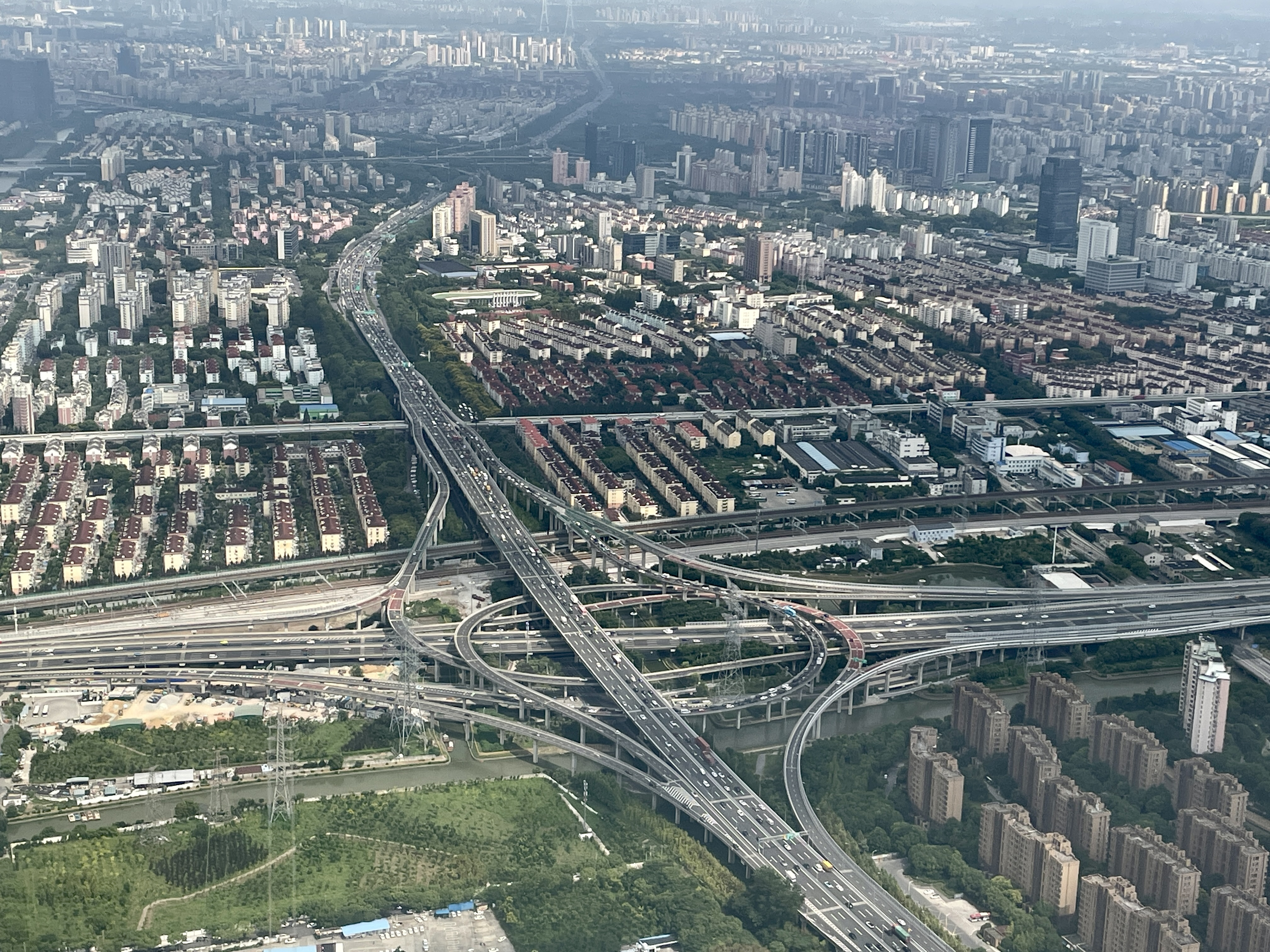
上海の滬昆高速道路（2023年撮影）

#### 供用中の高速道路
- 滬杭高速道路(A8) (莘荘IC - 杭州市)
- 滬寧高速道路(A11) (真北路IC - 南京市)

/ 京滬高速道路 (北京市 - 上海市)
- 滬青平高速道路(A9) (外環滬青平IC - 青浦 - 朱家角)
- 滬嘉高速道路(A12) (汶水路 - 嘉定区 - 太倉市)
- 莘奉金高速道路(A4) (莘荘IC - 奉賢区 - 金山区)
- 嘉金高速道路(A5)
- 上海郊環高速道路(A30) (郊外の環状高速道路、部分的にG010国道)

### 重慶市

#### 供用中の高速道路
- 綦万高速道路
- 渝涪高速道路
- 渝黔高速道路
- 成渝高速道路

### 河北省

#### 供用中の高速道路
- 保津高速道路
- 京滬高速道路
- 京津塘高速道路
- 京瀋高速道路
- 京石高速道路
- 京張高速道路
- 石安高速道路
- 石蔵高速道路
- 唐津高速道路
- 唐港高速道路
- 宣大高速道路

#### 建設中の高速道路
- 京承高速道路 (高麗営 - 承徳市)
- 京開高速道路

#### 計画中の高速道路
- 承唐高速道路
- 張石高速道路
- 沿海高速道路
- 青紅高速道路

### 遼寧省
- 瀋海高速道路（瀋大高速道路を含む）
- 瀋丹高速道路
- 京瀋高速道路
- 鶴大高速道路（丹大高速道路を含む）
- 瀋陽環状高速道路
- 遼中環状高速道路

### 吉林省
- 京瀋高速道路
- 琿烏高速道路
- 長春環状高速道路
- 瀋吉高速道路
- 吉林環状高速道路
- 撫長高速道路

### 黒竜江省
- 京哈高速道路
- 綏満高速道路
- ハルビン環状高速道路

### 浙江省
- 滬杭甬高速道路 (上海市 - 杭州市 - 寧波市)

### 江西省
- 贛粤高速道路
- 滬瑞高速道路
- 昌九高速道路
- 京福高速道路

### 広東省
- 広仏高速道路
- 広深高速道路
- 広三高速道路
- 広清高速道路
- 広湛高速道路
- 広恵高速道路
- 広呉高速道路
- 深汕高速道路
- 機荷高速道路
- 新台高速道路
- 西部沿海高速道路
- 広梧高速道路
- 梅河高速道路
- 梅汕高速道路
- 潮恵高速道路
- 贛粤高速道路
- 汕汾高速道路

### 海南省
- 海南環島高速道路

### 四川省
- 成渝高速道路
- 成綿広高速道路
- 成南高速道路
- 成自瀘赤高速道路
- 成楽高速道路
- 成雅高速道路
- 成都環城高速道路
- 成温邛高速道路
- 成灌高速道路
- 綿遂高速道路
- 都汶高速道路
- 広巴達高速道路
- 雅西高速道路
- 楽自高速道路
- 楽宜高速道路
- 宜瀘高速道路
- 内遂高速道路
- 内宜高速道路
- 内威栄高速道路
- 自隆高速道路
- 資眉高速道路

### 雲南省
- 昆曼高速道路
- 昆石高速道路

### 陝西省

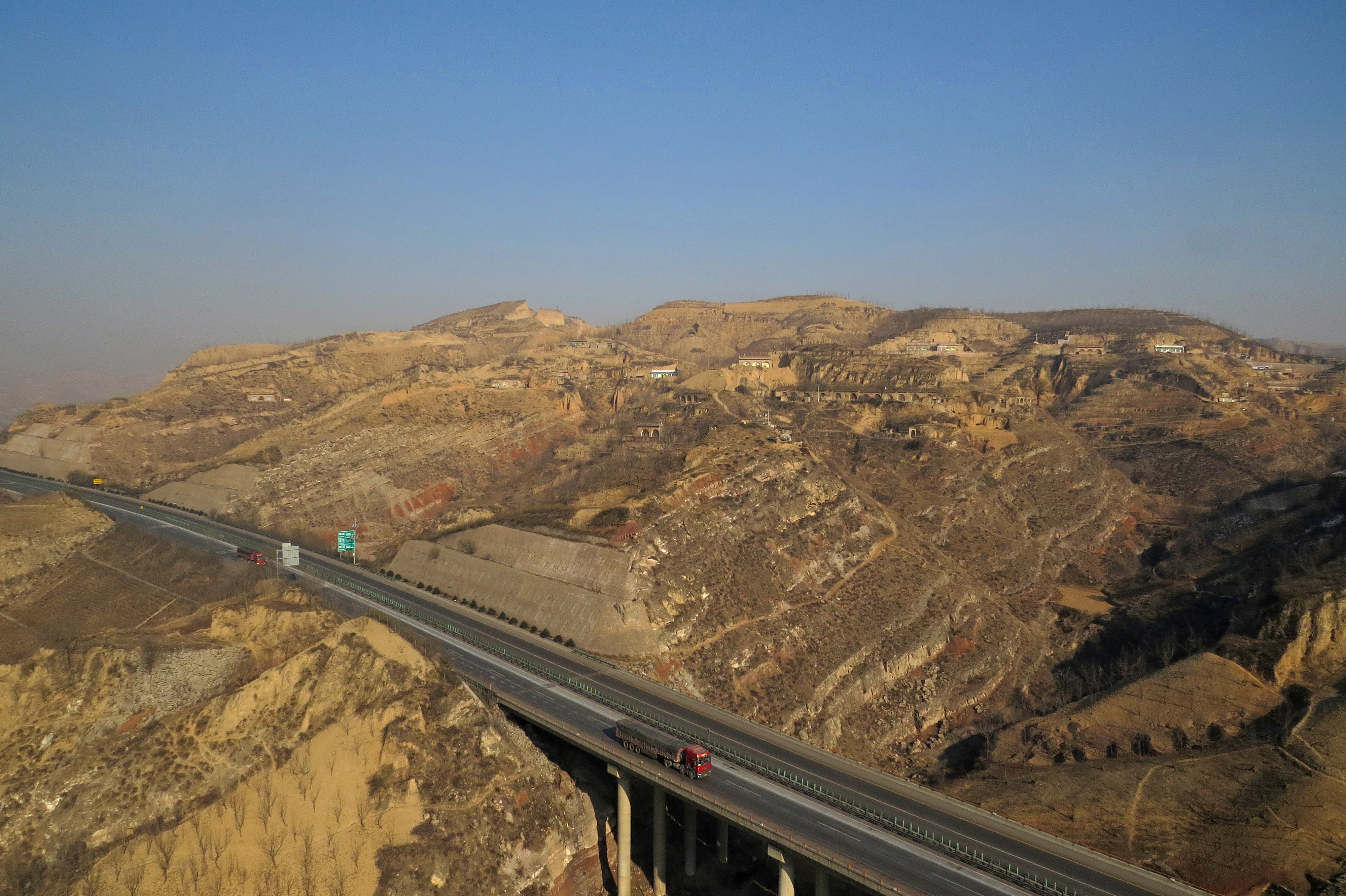
黄土高原を走る青銀高速道路（楡林市呉堡県）

#### 供用中の主な高速道路
- 京昆高速道路
- 青銀高速道路
- 青蘭高速道路（中国語版）
- 連霍高速道路
- 滬陝高速道路
- 包茂高速道路
- 銀百高速道路
- 福銀高速道路（中国語版）
- 銀昆高速道路
- 滄榆高速道路（中国語版）
- 長延高速道路（中国語版）
- 西安環状高速道路（中国語版）
- 臨興高速道路（中国語版）
- 菏宝高速道路（中国語版）
- 麻安高速道路（中国語版）
- 榆藍高速道路（中国語版）
- 延西高速道路（中国語版）
- 安来高速道路（中国語版）
- 十天高速道路（中国語版）

### 内モンゴル自治区
- 琿烏高速道路

### 広西チワン族自治区
- 桂柳高速道路
- 柳南高速道路
- 南梧高速道路
- 南白高速道路
- 南友高速道路

### チベット自治区

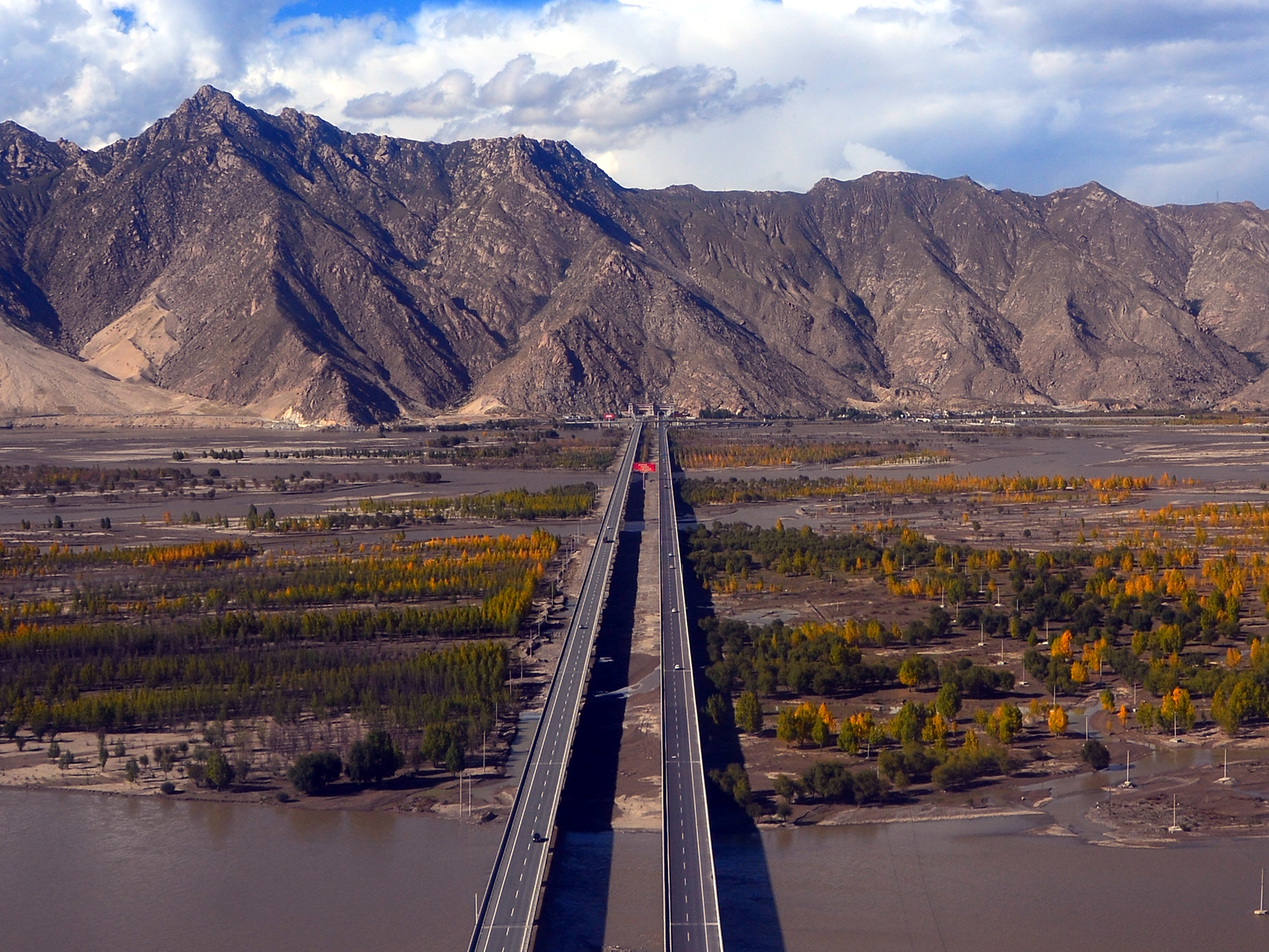
ヤルンツァンポ川を渡る雅葉高速道路ラサ・クンガ空港支線

#### 供用中の主な高速道路
- 京蔵高速道路
- 雅葉高速道路（中国語版）
- 曲乃高速道路（中国語版）

### 新疆ウイグル自治区
- 京新高速道路、吐烏大高速道路
- 烏奎高速道路、奎塔高速道路、奎阿高速道路
- 吐和高速道路、西和高速道路、和庫高速道路

## 参照項目
- 中国の国道 - 多くの高速道路は国道に添って建設されていて、その負担を軽減させている。
- モータリゼーション